# Фонтурацетам
Фенілпірацетам (МНН: фонтурацетам, торгові марки Фенотропіл Фенотропіл, Карфедон) є фенільованим аналогом препарату пірацетам. Він був розроблений у 1983 році як ліки для радянських космонавтів для лікування тривалого стресу під час роботи в космосі. Фенілпірацетам був створений в Інституті медичних проблем Російської академії наук під керівництвом психофармаколога Валентини Іванівни Ахапкіної. У Росії тепер доступний як ліки, що відпускаються за рецептом. Дослідження на тваринах показали, що фенілпірацетам може мати антиамнезійну, антидепресивну, протисудомну, анксіолітичну та покращуючу пам'ять дію.

## Дослідження людини
Фенілпірацетам зазвичай призначають як загальний стимулятор або для підвищення стійкості до екстремальних температур і стресу.
Кілька невеликих клінічних досліджень показали можливий зв'язок між призначенням фенілпірацетаму та покращенням ряду енцефалопатичних станів, включаючи ураження церебральних кровоносних шляхів, черепно-мозкову травму та певні типи гліоми.
Фенілпірацетам досліджували для лікування хвороби Паркінсона.
Клінічні випробування проводилися в Державному науковому центрі соціальної і судової психіатрії імені Сербського. Повідомляється, що Центр Сербського, Московський інститут психіатрії та Російський центр вегетативної патології підтвердили ефективність фенілпірацетаму (фенітропілу), описують наступні ефекти: поліпшення регіонарного кровотоку в ішемізованих відділах головного мозку, зменшення депресивних і тривожних розладів, підвищення стійкості мозкової тканини до гіпоксії і токсичних впливів, поліпшення концентрації уваги і розумової активності, психоактивуючий (sic) ефект, підвищення порога больової чутливості, поліпшення якості сну, протисудомну дію, хоча з побічним ефектом анорексичного ефекту при тривалому застосуванні. 

## Дослідження моделі тварин
Було показано, що фенілпірацетам усуває депресивний ефект бензодіазепіну діазепаму, посилює оперантну поведінку, пригнічує постротаційний ністагм, запобігає ретроградній амнезії та має протисудомні властивості на тваринних моделях.
У щурів Wistar з гравітаційною церебральною ішемією фенілпірацетам зменшив ступінь проявів невралгічної недостатності, зберіг локомоторну, дослідницьку функції та функції пам'яті, підвищив рівень виживання та сприяв локальному відновленню церебрального кровотоку після оклюзії сонних артерій до більшою мірою, ніж пірацетам.

### Оперативна поведінка
Відомо, що фенілпірацетам посилює оперантну поведінку. У випробуваннях з контролем щури Sprague-Dawley, яким надали вільний доступ до менш бажаної їжі для щурів і яких навчили багаторазово працювати з важелем, щоб отримати бажану їжу для щурів, виконували додаткову роботу, коли їм давали метилфенідат, d-амфетамін і фенілпірацетам. Щури, які отримували фенілпірацетам у дозі 100 мг/кг, виконували в середньому на 375 % більше роботи, ніж щури, яким отримували плацебо, і споживали мало щурячої юшки. Для порівняння, щури, яким вводили 1 мг/кг д-амфетаміну або 10 мг/кг метилфенідату, виконували в середньому на 150 % і 170 % більше роботи відповідно і споживали вдвічі менше щурячої юшки.

## Фармакологія
Фенілпірацетам зв'язується з нікотиновими ацетилхоліновими рецепторами α4β2 у корі головного мозку миші з IC50 = 5,86 мкМ.
Експерименти, проведені на щурах Sprague-Dawley у європейському патенті щодо використання фенілпірацетаму для лікування розладів сну, показали підвищення позаклітинного рівня дофаміну після введення. В основі патенту лежить відкриття дії фенілпірацетаму як інгібітора зворотного захоплення дофаміну.
Обидва енантіомери фенілпірацетаму були описані в рецензованих дослідженнях як інгібітори транспортера дофаміну (DAT) у гризунів, що підтверджує претензію на патент. Їхня дія на транспортер норадреналіну різна: R-енантіомер діє як інгібітор зворотного захоплення норадреналіну (отже, NDRI) з 11-кратною меншою спорідненістю до NET, ніж до DAT, тоді як S-енантіомер не має такого ефекту.

## Історія
Льотчик-космонавт Олександр Серебров розповів, як йому видавали і використовували фенілпірацетам, який входив в стандартну аптечку екстреної медичної допомоги космічного корабля «Союз» під час його 197 днів роботи в космосі на борту космічної станції "Мир ". Він повідомляв, що "препарат діє як еквалайзер всього організму, «розчісує» його, повністю виключаючи імпульсивність і дратівливість, неминучі в стресових умовах космічного польоту. 

## Доступність

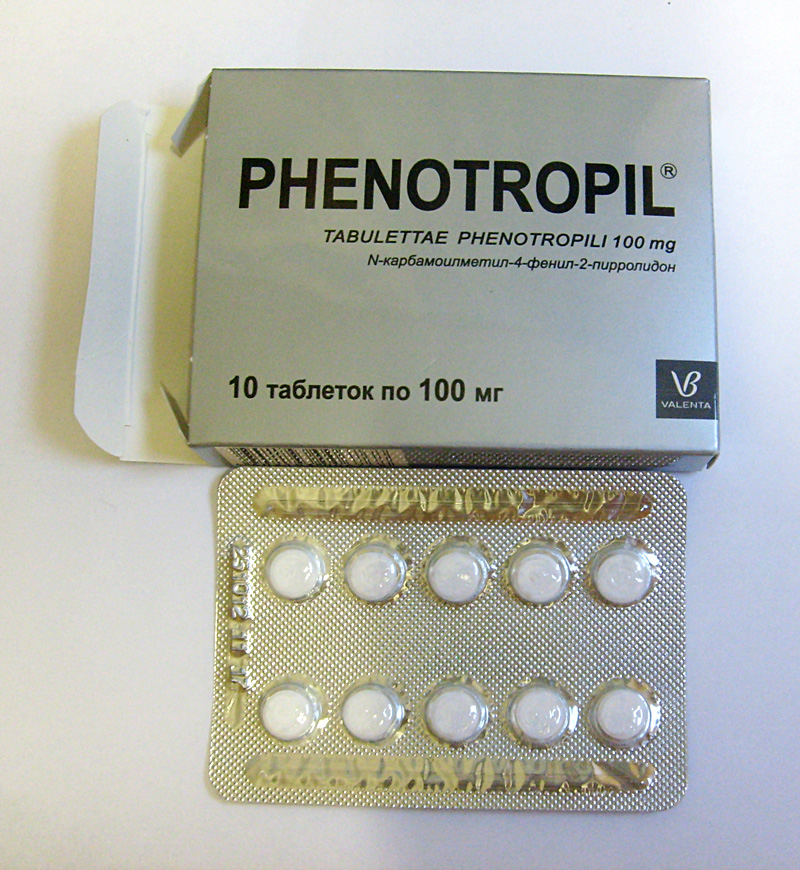
Фенотропіл 100 мг з Росії

Хоча на Заході його не призначали як лікарський засіб, у Росії його можна було відпускати за рецептом під назвою Фенотропіл. Випуск був припинений у квітні 2017 року через проблеми з ліцензуванням.
Фенілпірацетам не входить до списку Управління з контролю за наркотиками США.

## Допінг спортсмена
Було показано, що фенілпірацетам має стимулюючу дію на тваринних моделях і, таким чином, з'являється в списку стимуляторів, заборонених для використання в змаганнях Всесвітнє антидопінгове агентство внесено до списку стимуляторів, заборонених для використання під час змагань. Цей список застосовний до всіх олімпійських видів спорту.